# オーム電機 (静岡県)
オーム電機株式会社（オームでんき、OHM Electric Co., Ltd）は、電気機器、電子制御機器、計測・検査機器などの製造・販売を主な事業とする電気機器メーカーである。

## 概要
配線パーツからFAラインまで、独自の技術とアイディアとを生かした製品を多数開発。高い独自技術、信頼性、使い易さ、ユニークなアイディアが、国内のみならず、海外においても高く評価されている。また近年、環境・医療分野への取組も積極的に行っている。 
ポリシーには「創造開発による社会との共生」の実現を掲げ、他社に真似のできない技術や今までにない製品を生み出し、社会に貢献していくことを使命とする、としている。
なお、東京都豊島区に同じ社名の株式会社オーム電機(OHM ELECTRIC INC.)という家電メーカーがあるが、関連会社ではなく、同社ホームページ上の「お問い合わせフォーム」にも別会社である旨が掲載されている。

## 沿革
- 1959年 浜松市上池川町198番地にて創業 。
- 1961年 オーム電機株式会社を設立（資本金100万円）。
- 1962年 『キャプコンOA-1型』を発売。
- 1964年 浜松市住吉に工場を移転。豊田市に工場を開設。
- 1967年 浜松市萩町に制御盤用板金専門工場を設立。電気工事部を設置。
- 1972年 名古屋市に工場を開設。『キャプコン』、アメリカにて特許登録。
- 1973年 名古屋、豊田の両工場を統合し、新名古屋工場を開設。建設業免許取得（静岡県知事許可 第7015号）。
- 1976年 プログラムコントローラ『ピムコOR-32』を発売。枚方市に営業所を開設。
- 1977年 位置決めコントローラ『ODシリーズ』を発売。
- 1978年 枚方営業所を廃止し、大阪営業所を新たに開設。
- 1980年 東京営業所を開設 。
- 1983年 『キャプコンOA-W型』、アイセンサ『OE-1001』を発売。盤用熱交換器BOX FANを発売。
- 1985年 『OKコン』を発売 。
- 1986年 板金工場部門を独立させたオーメックス株式会社を設立。超小型シリーズ1軸コントローラ『ODC-101タイプ』5機種を発売 。
- 1987年 『セラミック基板分割機CB-100』や『ナックマン』などを発売。
- 1988年 『セラミック基板用スルーホール検査機TC-5000』を発売。
- 1990年 テクノランド細江にFA工場完成。建設業にて建設大臣許可（第13803号）を取得。
- 1991年 『盤用クーラBOX AIRCON』、『OA-QTM』、新型ブレーキ『OBJシリーズ』などを発売。
- 1992年 電子除湿器『BOX DRY』、『位置決めコントローラ PSシリーズ』などを発売。
- 1994年 電子冷却器『BOX COOL』を発売 。
- 1995年 検査・計測画像処理装置『VIP-7800』を発売。タイに新会社として OHM DENKI（THAILAND）LTD. を設立。また、横浜市に関東支店を開設。
- 1996年 オイルミストコレクタ『ミストキャッチ』を発売
- 1998年 栃木事業所開設。
- 1999年 ビジュアル精密搭載機『VPM-1』を発売。本社を細江に移転。テクニカルセンター、環境センター完成 。
- 2003年 充電式オイルスキマー『ジェットスキマー』を開発商品化
- 2004年 ISO14001 取得。福岡営業所、埼玉営業所開設。
- 2005年 フィルタレス集塵機『アクアキューブ』および『クリーンブースシステム』、クリーンルーム対応集塵機『ダストキューブ』発売。超微少流量計開発。ISO13485 取得。広島営業所開設。
- 2006年  盤用クーラ『COOL CABI』発売。多相流れ用流量計研究開発科学技術新興機構の革新技術開発研究事業に採択される。
- 2008年　恒温水循環装置『ボックスチラー』を発売。
- 2009年　ドレン水処理装置『エバプロ』・コネクタ固定具『CCホルダー』を発売
- 2010年　e-CON用防塵カバー『e-CONキャップ』を発売
- 2011年　水冷熱交換器『アクアキャビ』・ファンフィルタユニット『クリーンキューブ』・『気泡センサ』を発売
- 2012年　『吐出センサ』・『液質センサ』を発売
- 2013年　OHM DENKI (THAILAND) LTD. オイルミストコレクタ『ミストキャッチ』を生産開始

## その他
オウム真理教事件の際には、家電メーカーの株式会社オーム電機や出版社であるオーム社、びっくりドンキー（正式社名 株式会社アレフ）、アレフ予備校とともに多くの風評被害を受けた。